# UNDERGROUND (浅川マキのアルバム)
『UNDERGROUND』（アンダーグラウンド）は、1987年12月25日に発表された浅川マキのオリジナル・アルバムである。

## 解説
ボビー・ワトソンのプロデュース作品。重厚なファンクサウンドに乗せてマキが唄い、ときにポエトリーリーディングのように語る、18枚目のオリジナル・アルバム。
『浅川マキの世界 CD10枚組BOX 自選作品集』に収録されている。
なお、Track2〜5は『DARKNESS II』にも収録されている。

## 収録曲
1. 一冊の本のような
作詩[1]・作曲：浅川マキ
  - 靴音に合わせアカペラ風に唄われる。本作のプロローグ的作品。
2. ちょうどいい時間
作詩：浅川マキ／作曲：Bobby Watson
  - 歌詩中に出てくるJazzの作品は、ジョン・コルトレーン(BLUE TRAIN)、アルバート・アイラー(NEW GENERATION)、セロニアス・モンク('ROUND MIDNIGHT)。
3. YS・ムーンライト
作詩：浅川マキ／作曲：Bobby Watson
  - 重厚なファンクサウンドに乗せてポエトリー・リーディング風に歌われる。9分を超える大曲。
4. 夜のカーニバル
作詩：浅川マキ／作曲：Bobby Watson
  - 歌詩中にはバンド・あぶらだこの名が出てくる。
5. あたしたち
作詩：浅川マキ／作曲：Bobby Watson
  - Penelope Peabodyのボーカルをフィーチャーしたブルース。
6. TOW（曳航の恋歌）
作詩：浅川マキ／作曲：Bobby Watson

## 演奏者
- 浅川マキ：Vocals
- Bobby Watson：Musical Producer, Bass, Keyboards
- Ricky Lawson：Drums(2)(3)(5)
- Tony Maiden：Guitar(2)(3)(5)
- 植松孝夫：Tenor & Baritone Sax(1)(5)(6)
- 横山達嗣：Percussions(4)(6)
- Penelope Peabody：Vocals(5)
- 本多俊之：Alto & Soprano Sax(3), Keyboards(5), Piano(6)
- 山岸潤史：Guitar(4)
- 續木徹：Keyboards(4)
- Carl Moore：Keyboards(4)(6)
- 鈴木直樹：Synthesizer Programming

## レコーディング・スタッフ
- 柴田徹：Director
- 吉野金次：Mixing Engineer
- 柳沢一彦：Recording Engineer
- 福田豊光：Recording Engineer
- 樋口和夫：Assistant Engineer
- 竹内昭吾：Cutting Engineer
- 富岡豊：Digital Editing Engineer
- 田村仁：Photographer
- 有賀幹夫：Photographer
- 板垣驥 - Art Direction
- 小島みどり：Editor
- 田中彰：Director
- 橋本恵夫：Director
- 中曽根純也：Director
- 石坂敬一：Director

## レコーディング
- Toshiba EMI 1st & 3rd Studio

## Special Thanks To
- 南正人
- Mary June Stickels
- 森口哲
- Noriko Watson
- 甲斐秀俊（レオ・ミュージック）
- 長島義人(Phenomenon Studio)
- Ind's
- 持田昇一（せなまる舎）
- 堀井豊二（せなまる舎）
- アーチスト・マネジメント・オフィス